# Promenaea ovatiloba
Promenaea ovatiloba là một loài thực vật có hoa trong họ Lan. Loài này được (Klinge) Cogn. miêu tả khoa học đầu tiên năm 1906.